# Arispe (Iowa)
Pour les articles homonymes, voir Arispe.
Arispe est une ville du comté de Union, en Iowa, aux États-Unis. Elle est incorporée le 21 octobre 1904. 

## Source de la traduction
- (en) Cet article est partiellement ou en totalité issu de l’article de Wikipédia en anglais intitulé « Arispe, Iowa » (voir la liste des auteurs).